# Fabrice Divert
Fabrice Divert (Caen, 2 de setembro de 1967) é um ex-futebolista profissional francês que atuava como atacante. 

## Carreira
Fabrice Divert representou o seu país na Euro 1992, teve grande nome no AJ Auxerre, onde fez carreira .